# رامون استوز
رومن استوز (انگلیسی: Ramon Estevez؛ زادهٔ ۷ اوت ۱۹۶۳) بازیگر و کارگردان اهل ایالات متحده آمریکا است.
از فیلم‌ها یا برنامه‌های تلویزیونی که وی در آن نقش داشته‌است، می‌توان به سقوط عقاب‌ها، بازآیند، تمساح ۲: جهش، منطقه مرده، توطئه سایه، و متخصص اشاره کرد.